# Patinatge de velocitat als Jocs Olímpics d'hivern de 1960 - 500 metres femenins
Als Jocs Olímpics d'Hivern de 1960 celebrats a la ciutat de Squaw Valley (Estats Units) es disputà una prova de patinatge de velocitat sobre gel sobre una distància de 500 metres en categoria femenina. Aquesta fou la primera vegada que aquesta prova participà en els Jocs Olímpics. La competició se celebrà el dia 20 de febrer de 1960 a les instal·lacions de Squaw Valley.

## Comitès participants
Participaren 23 patinadors de velocitat de 10 comitès nacionals diferents.
| - Alemanya (3) - Canadà (2) - Corea del Sud (2) - Estats Units (3) - Finlàndia (2) |  | - França (1) - Japó (3) - Polònia (2) - Suècia (2) - Unió Soviètica (3) |

## Resum de medalles
| Or          | Argent             | Bronze          |
| Helga Haase | Nataliya Donchenko | Jeanne Ashworth |

## Rècords
Rècords establerts anteriorment als Jocs Olímpics d'hivern de 1960.
| Rècord del món | 45.6 s | Tamara Rylova | Medeo (URS) | 11 de gener de 1955 |
| Rècord olímpic |        | -             |             |                     |

## Resultats
L'alemanya Helga Haase es convertí en la primera vencedora d'aquesta prova en uns Jocs Olímics d'hivern, establint el primer rècord olímpic.
| Posició | Patinador           | Temps     |
| ------- | ------------------- | --------- |
| 1       | Helga Haase         | 45.9 (RO) |
| 2       | Nataliya Donchenko  | 46.0      |
| 3       | Jeanne Ashworth     | 46.1      |
| 4       | Tamara Rylova       | 46.2      |
| 5       | Hatsue Takamizawa   | 46.6      |
| 6       | Klara Guseva        | 46.8      |
| 6       | Elwira Seroczyńska  | 46.8      |
| 8       | Fumie Hama          | 47.4      |
| 9       | Doreen Ryan         | 47.7      |
| 10      | Kathy Mulholland    | 47.9      |
| 11      | Iris Sihvonen       | 48.7      |
| 12      | Helena Pilejczyk    | 48.2      |
| 13      | Françoise Lucas     | 48.6      |
| 14      | Eevi Huttunen       | 48.6      |
| 15      | Christina Scherling | 48.7      |
| 16      | Jeanne Omelenchuk   | 49.3      |
| 17      | Margaret Robb       | 50.0      |
| 18      | Sigrit Behrenz      | 50.2      |
| 19      | Yoshiko Takano      | 50.3      |
| 20      | Natascha Liebknecht | 51.4      |
| 21      | Kim Gyeong-Hoe      | 53.2      |
| 22      | Han Hye-Ja          | 53.8      |
| —       | Elsa Einarsson      | NF        |

RO: rècord olímpic
NF: no finalitzà